# Джина Люкенкемпер
Джина Люкенкемпер (нім. Gina Lückenkemper; нар. 21 листопада 1996) — німецька легкоатлетка, яка спеціалізується в бігу на короткі дистанції.

## Спортивні досягнення
Дворазова фіналіста олімпійських змагань з естафетного бігу 4×100 метрів — 4-е місце у 2016 та 5-е місце у 2021.
Бронзова призерка чемпіонату світу в естафетному бігу 4×100 метрів (2022). Ще на трьох чемпіонатах світу брала участь у фіналах — 4-е місце у 2017 та двічі 5-е місце у 2015 і 2019.
Срібна призерка Світових естафет в естафетному бігу 4×200 метрів (2017) та бронзова призерка Світових естафет в естафетному бігу 4×100 метрів (2019).
Бронзова призерка чемпіонату світу серед юніорів у естафетному бігу 4×100 метрів (2014).
Чемпіонка Європи (2022) та срібна призерка чемпіонату Європи (2018) в бігу на 100 метрів. Чемпіонка світу (2022) та дворазова бронзова призерка чемпіонату Європи (2016, 2018) з естафетного бігу 4×100 метрів. Бронзова призерка чемпіонату Європи у бігу на 200 метрів та (2016).
Чемпіонка Європи серед юніорів у бігу на 200 метрів (2015).
Багаторазова чемпіонка Німеччнини у спринтерських та естафетних дисциплінах.

## Кар'єра
|-
| Рік  | Змагання                       | Місто                     | Місце    | Дисципліна            | Результат | Примітки |
| ---- | ------------------------------ | ------------------------- | -------- | --------------------- | --------- | -------- |
| 2012 | Чемпіонат світу серед юніорів  | Барселона, Іспанія        | 14 (пф.) | біг на 200 метрів     | 23,99     |          |
| 2013 | Чемпіонат світу серед юнаків   | Донецьк, Україна          | 5        | біг на 200 метрів     | 23,53     |          |
| 2014 | Чемпіонат світу серед юніорів  | Юджин, США                | 8        | біг на 200 метрів     | 23,50     |          |
| 2014 | Чемпіонат світу серед юніорів  | Юджин, США                | 3        | естафета 4×100 метрів | 44,65     |          |
| 2015 | Чемпіонат Європи серед юніорів | Ескільстуна, Швеція       | 1        | біг на 200 метрів     | 22,41     |          |
| 2015 | Чемпіонат Європи серед юніорів | Ескільстуна, Швеція       | 1 (з.)   | естафета 4×100 метрів | 44,61     | [ 6 ]    |
| 2015 | Чемпіонат світу                | Пекін, Китай              | 28 (з.)  | біг на 100 метрів     | 11,34     |          |
| 2015 | Чемпіонат світу                | Пекін, Китай              | 5        | естафета 4×100 метрів | 42,64     |          |
| 2016 | Чемпіонат Європи               | Амстердам, Нідерланди     | 3        | біг на 200 метрів     | 22,74     |          |
| 2016 | Чемпіонат Європи               | Амстердам, Нідерланди     | 3        | естафета 4×100 метрів | 42,48     |          |
| 2016 | Олімпійські ігри               | Ріо-де-Жанейро, Бразилія  | 14 (пф.) | біг на 200 метрів     | 22,73     |          |
| 2016 | Олімпійські ігри               | Ріо-де-Жанейро, Бразилія  | 4        | естафета 4×100 метрів | 42,10     |          |
| 2017 | Світові естафети ІААФ          | Нассау, Багамські Острови | 2        | естафета 4×200 метрів | 1.30,68   | SB       |
| 2017 | Чемпіонат світу                | Лондон, Велика Британія   | 14 (пф.) | біг на 100 метрів     | 11,16     |          |
| 2017 | Чемпіонат світу                | Лондон, Велика Британія   | 4        | естафета 4×100 метрів | 42,36     |          |
| 2018 | Чемпіонат Європи               | Берлін, Німеччина         | 2        | біг на 100 метрів     | 10,98     |          |
| 2018 | Чемпіонат Європи               | Берлін, Німеччина         | 3        | естафета 4×100 метрів | 42,23     |          |
| 2019 | Світові естафети ІААФ          | Йокогама, Японія          | 3        | естафета 4×100 метрів | 43,68     |          |
| 2019 | Чемпіонат світу                | Доха, Катар               | 20 (пф.) | біг на 100 метрів     | 11,30     |          |
| 2019 | 5                              | естафета 4×100 метрів     | 42,48    |                       |           |          |
| 2021 | Олімпійські ігри               | Токіо, Японія             | 5        | естафета 4×100 метрів | 42,12     |          |
| 2022 | Чемпіонат світу в приміщенні   | Белград, Сербія           | 29 (з.)  | біг на 60 метрів      | 7,33      |          |
| 2022 | Чемпіонат світу                | Юджин, США                | 13 (пф.) | біг на 100 метрів     | 11,08     |          |
| 2022 | Чемпіонат світу                | Юджин, США                | 3        | естафета 4×100 метрів | 42.03     | SB       |
| 2022 | Чемпіонат Європи               | Мюнхен, Німеччина         | 1        | біг на 100 метрів     | 10,99     |          |